# 克林黴素
克林霉素（INN：clindamycin）是一种林可酰胺类抗生素，用于治疗多种细菌感染，包括骨髓炎或关节感染、盆腔炎、链球菌性咽喉炎、肺炎、急性中耳炎和心内膜炎。还可用于治疗痤疮，以及耐甲氧西林金黄色葡萄球菌（MRSA）感染。与奎宁合用，可用于治疗疟疾。可以口服、静脉注射，也可以作为乳膏或凝胶涂抹在皮肤或阴道内使用。
常见的副作用包括恶心和呕吐、腹泻、皮疹和注射部位疼痛。克林霉素使医院获得性艰难梭菌结肠炎的风险增加约四倍，仅在其他抗生素不合适时才推荐使用。因此，可能会推荐替代抗生素。克林霉素在怀孕期间使用通常是安全的。克林霉素属于林可酰胺类抗生素，通过抑制细菌合成蛋白质起效。
克林霉素最早是在1966年由林可霉素制成的。本品列名於世界卫生组织基本药物标准清单之中，且目前已有通用名药物商品生產。2019年，克林霉素是美国第119常用的处方药，处方量超过500万筆。

## 医疗用途
克林霉素主要用于治疗由易感厌氧菌引起的厌氧菌感染，包括牙齿感染、呼吸道、皮肤和软组织感染以及腹膜炎。在对青霉素过敏的人群中，克林霉素也可用于治疗由易感需氧菌引起的感染。它还用于治疗骨骼和关节感染，尤其是由金黄色葡萄球菌引起的感染。克林霉素磷酸酯的局部应用可用于治疗轻度至中度痤疮。

### 痤疮
对于痤疮的治疗，从长期来看，外用克林霉素和过氧化苯甲酰联合使用与水杨酸加过氧化苯甲酰类似。外用克林霉素加外用过氧化苯甲酰比单独外用克林霉素更有效。

### 敏感菌
它对涉及以下类型生物的感染最有效：
- 需氧革兰氏阳性球菌，包括葡萄球菌属和链球菌属（如肺炎链球菌等）的一些成员，但不包括肠球菌。[20]
- 厌氧的革兰氏阴性棒状细菌，包括一些拟杆菌属、梭杆菌属和普雷沃氏菌属，尽管脆弱拟杆菌的耐药性正在增加。[21]

大多数需氧革兰氏阴性菌（如假单胞菌、军团菌、流感嗜血杆菌和莫拉氏菌）对克林霉素耐药，兼性厌氧肠杆菌科细菌也是如此。值得注意的是对于犬咬二氧化碳嗜纤维菌，克林霉素是首选的一线药物。
以下是一些医学上重要病原体的MIC敏感性数据。
- 金黄色葡萄球菌：0.016 μg/ml - >256 μg/ml
- 肺炎链球菌：0.002 μg/ml - >256 μg/ml
- 化脓性链球菌：<0.015 μg/ml - >64 μg/ml

### D测试
在测试革兰氏阳性培养物对克林霉素的敏感性时，通常进行“D测试”以确定是否存在具有称为「iMLSB」表型的细菌亚群。这种表型的细菌对大环内酯-林可酰胺-链霉素B组抗生素具有抗性，但抗性机制仅由14元环大环内酯类（如红霉素）的存在引起。在D测试期间，iMLSB表型的细菌表现出体外红霉素诱导的对克林霉素的体外抗性。这是因为大环内酯诱导型质粒编码「erm」基因的活性。为了进行D测试，将相关细菌接种到琼脂平板上，然后将两个浸有药物的圆盘（一个带有红霉素，一个带有克林霉素）放置在平板上，间隔 15-20 毫米。如果克林霉素圆片周围的抑制区域呈“D”形，则测试结果为阳性。尽管在没有红霉素的情况下明显对克林霉素敏感，但阳性D测试排除了克林霉素的治疗用途。这是因为红霉素诱导型erm基因容易发生突变，导致诱导型活性转变为组成型（永久开启）。反过来，这可能导致克林霉素的治疗失败。
如果克林霉素圆片周围的抑制区域呈圆形，则检测结果为阴性，可以使用克林霉素。

### 疟疾
与氯喹或奎宁合用，克林霉素治疗恶性疟有效且耐受性良好；后一种组合对儿童特别有用，并且是在对氯喹普遍产生耐药性的地区感染的孕妇的首选治疗方法。克林霉素本身不应用作抗疟药，尽管看来非常有效，但它的作用缓慢。据报道，来自秘鲁亚马逊地区的患者衍生的恶性疟原虫分离株对克林霉素具有抗药性，体外药敏试验证明了这一点。

### 其他
克林霉素可用于由耐甲氧西林金黄色葡萄球菌（MRSA）引起的皮肤和软组织感染。许多 MRSA 菌株仍然对克林霉素敏感；然而，在从西海岸向东蔓延的美国，MRSA的抵抗力越来越强。
虽然它已用于腹腔内感染，但由于耐药性，通常不建议使用这种方法。
克林霉素用于疑似中毒性休克综合征的病例，通常与万古霉素等杀菌剂联合使用。这种方法的基本原理是万古霉素和克林霉素之间的协同作用，万古霉素通过破坏细胞壁导致细菌死亡，克林霉素是一种强大的毒素合成抑制剂。体外和体内研究均表明克林霉素可减少葡萄球菌产生的外毒素；它还可能引起细菌表面结构的变化，使其对免疫系统攻击（调理作用和吞噬作用）更加敏感。
克林霉素已被证明可以将怀孕早期诊断为细菌性阴道病的女性的早产风险降低到未经治疗女性的三分之一左右。
克林霉素和奎宁的组合是严重巴贝虫病的标准治疗方法。
克林霉素也可用于治疗弓形虫病，与伯氨喹合用可有效治疗轻度至中度肺囊虫肺炎。
克林霉素可用于皮肤或口服，也可用于治疗化脓性汗腺炎。

## 副作用
与全身性克林霉素治疗相关的常见药物不良反应（发生率>1%）包括：腹泻、伪膜性结肠炎、恶心、呕吐、腹痛、痉挛和皮疹。高剂量（静脉内和口服）可能会产生金属味。与局部制剂相关的常见药物不良反应（发生率>10%）包括：干燥、灼热、瘙痒、鳞屑或皮肤脱皮（乳液、溶液）；红斑（泡沫、乳液、溶液）；油性（凝胶、乳液）。其他副作用包括接触性皮炎。常见的副作用（发生率>10%）包括阴道真菌感染。
在极少数情况下（发生率<0.1%），克林霉素治疗与过敏反应、血液恶液质、多发性关节炎、黄疸、转氨酶水平升高、肾功能不全、心脏骤停和肝毒性有关。

### 艰难梭菌
伪膜性结肠炎是一种可能致命的疾病，通常与克林霉素有关，但也与其他抗生素有关。难辨梭状芽孢杆菌的过度生长本身就对克林霉素有抗药性，会导致产生一种毒素，导致一系列不良反应，从腹泻到结肠炎和中毒性巨结肠。

### 怀孕和哺乳
怀孕期间使用克林霉素通常被认为是安全的。
美国儿科学会将克林霉素归类为与母乳喂养相容，但是，世界卫生组织将其归类为“尽可能避免”。根据药物和母乳，它被归类为可能与母乳喂养兼容的 L2。2009年的一项审查发现，母乳喂养的母亲可能是安全的，但确实发现母乳喂养婴儿的一种并发症（便血）可能与克林霉素有关。LactMed 列出了母亲在母乳喂养时服用它的婴儿可能对胃肠道产生的负面影响，但不认为这是停止母乳喂养的理由。

## 相互作用

克林霉素磷酸酯

克林霉素可能会延长神经肌肉阻滞药的作用，例如琥珀胆碱和维库溴铵。与大环内酯类和氯霉素的作用机制相似，它们不应同时使用，因为这会导致拮抗作用和可能的交叉耐药性。

## 化学
克林霉素是林可霉素的半合成衍生物，林可霉素是一种由放线菌林肯链霉菌产生的天然抗生素。由林可霉素的7(R)-羟基经7(S)-氯取代而得。克林霉素的合成最早由BJ Magerlein、RD Birkenmeyer 和 F Kagan在1966年第五届抗菌药物和化疗跨学科会议（ICAAC）上宣布。
克林霉素呈白色或黄色。它极易溶于水。局部使用的克林霉素磷酸酯是克林霉素的磷酸酯前药。

## 作用机制

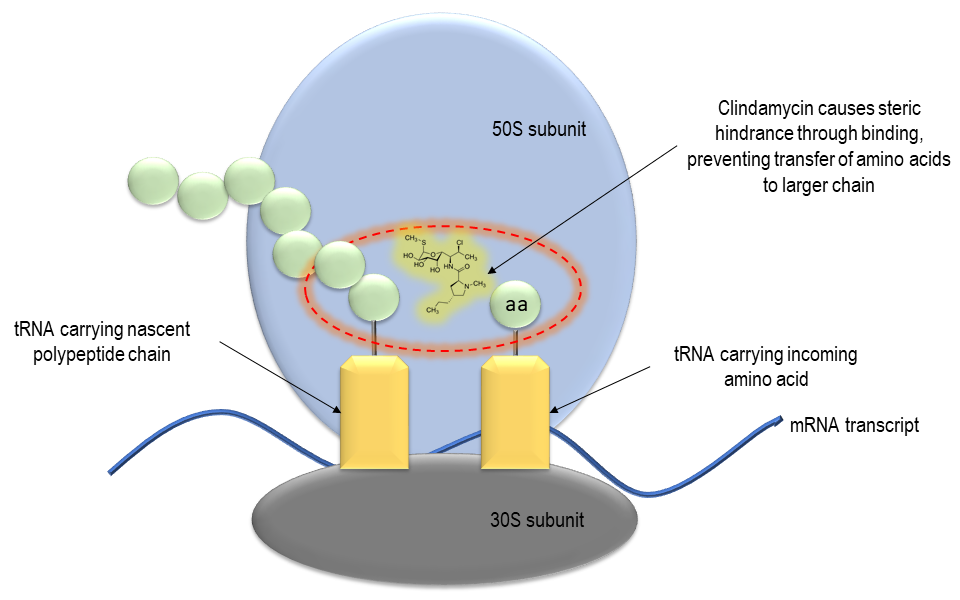
克林霉素机制

克林霉素主要具有抑菌作用。在较高浓度下，它可能具有杀菌作用。克林霉素是一种细菌蛋白质合成抑制剂，通过抑制核糖体易位，与大环内酯类药物类似。它通过与细菌50S核糖体亚基的 rRNA 结合，与恶唑烷酮、截短侧耳素和大环内酯类抗生素等的结合位点重叠。该结合是可逆的。克林霉素比林可霉素更有效。
已有相關研究報導過克林黴素與細菌核醣體結合的X射线晶体结构，目前已報導過大肠杆菌、耐辐射球菌、死海盐盒菌等細菌的核醣體。類似物林可黴素與金黄色葡萄球菌50S核糖体亚基结合的结构亦有研究報導。

## 社会与文化

### 经济
克林霉素可作为通用药物获得，而且相对便宜。

### 现有形式
口服克林霉素製剂包括胶囊剂（含克林霉素盐酸盐）和口服混悬剂（含克林霉素棕榈酸酯盐酸盐）。口服混悬液不适合给儿童服用克林霉素，因为它的味道和气味非常难闻。克林霉素配制成阴道乳膏和阴道胚珠，用于治疗细菌性阴道病。它也可用于凝胶形式、洗剂、泡沫输送系统（每种都含有克林霉素磷酸盐）和乙醇溶液（含有克林霉素盐酸盐）的局部给药，主要用作处方痤疮治疗。
一些含有克林霉素的复方痤疮治疗药物也上市销售，例如克林霉素与过氧化苯甲酰的单一产品制剂。以BenzaClin（Sanofi-Aventis）、Duac（一种由Stiefel制造的凝胶形式）和Acanya等商品名称出售，在美国，克林霉素和维甲酸的组合以Ziana出售。在印度，含有克林霉素和克霉唑的阴道栓剂由 Olive Health Care 生产，并以 Clinsup-V 为商品名销售。在埃及，Biopharm group生产的含有克林霉素的阴道乳膏以Vagiclind为商品名销售，用于治疗阴道病。